# Ronald Erskine, 15. Earl of Buchan
Ronald Douglas Stuart Mar Erskine, 15. Earl of Buchan (* 6. April 1878; † 18. Dezember 1960), war ein schottischer Peer und Offizier.

## Leben
Er war der einzige Sohn des Shipley Erskine, 14. Earl of Buchan, aus dessen Ehe mit Rosalie Louisa Sartoris. Als Heir apparent seines Vaters führte er ab 1898 den Höflichkeitstitel Lord Cardross.
Er trat in die British Army ein und wurde Second Lieutenant des 3rd Battalion der Princess Louise's (Argyll and Sutherland Highlanders). Im Juni 1899 wurde er zum Lieutenant befördert. Er nahm von 1900 bis 1902 am Zweiten Burenkrieg teil. Im Juni 1901 wurde er Lieutenant der Scots Guards. 1905 schied er aus dem Armeedienst aus.
Im April 1911 trat er als Second Lieutenant der East Riding of Yorkshire Yeomanry wieder in den Armeedienst ein und legte diesen Dienstposten im Mai 1912 nieder. Im Ersten Weltkrieg diente er als Transportoffizier für die Mounted Brigade Field Ambulance des Royal Army Medical Corps, ab Juni 1916 für die London Mounted Brigade des Royal Army Service Corps Zeitweise war er an der Palästinafront beim Egyptian Camel Transport Corps eingesetzt. Im Februar 1919 legte er diesen Dienstposten beim London Mounted Brigade wegen schlechter Gesundheit nieder.
Beim Tod seines Vaters, 1934, erbte er dessen schottische Adelstitel als 15. Earl of Buchan, 15. Lord Auchterhouse und 10. Lord Cardross.
Er starb 1960 unverheiratet und kinderlos. Deshalb erbte sein Cousin vierten Grades Donald Erskine, 7. Baron Erskine, seine Adelstitel.